# Mawsynram
Mawsynram es un pueblo de las Montañas Khasi en el estado de Megalaya (India) a 56 km de Shillong. Es conocido a nivel mundial por ser uno de los lugares más húmedos de la tierra. Según el Libro Guinness de los récords tuvo una precipitación de 26 000 mm en 1985, récord mundial absoluto, si bien no hay ninguna estación meteorológica en la zona, por lo tanto el Monte Waialeale en Hawái figura como el lugar más húmedo del mundo entre los lugares controlados, en todo caso, con la lluvia distribuida a lo largo del año equilibradamente. Está situado en 25°18′N 91°35′E / 25.300, 91.583 y a 1.400 metros de altura. Cherrapunji está entre 10 y 15 km al oeste. Mawsynram sería el lugar de mayor precipitación anual basado en las medidas cogidas los últimos años; la media es de 12 m anuales y la mayor parte concentrados en la época del monzón.
Comparativa entre Cherrapunji y Mawsynram:
| Año  | Cherrapunji, lluvia (mm) | Mawsynram, lluvia (mm) |
| ---- | ------------------------ | ---------------------- |
| 2002 | 12.262                   | 11.300                 |
| 2001 | 9.071                    | 10.765                 |
| 2000 | 11.221                   | 13.561                 |
| 1999 | 12.503                   | 13.444                 |
| 1998 | 14.536                   | 16.090                 |

Fuente: The Tribune, Chandigarh, agosto del 2003.
Al lado del pueblo se encuentra la Cueva de Mawjymbuin dentro de la cual hay una estalagmita en forma de lingam de Shiva.